# Obžínky (opera)
Obžínky (dobově psáno též Obžinky) je opera o jednom jednání s národním tancem českého skladatele Otakara Bradáče na libreto Břetislava Jedličky-Brodského. Poprvé ji provedli 19. března 1898 členové ochotnického souboru Jednota „Řip“ v Roudnici nad Labem.
Stejný spolek pak téhož roku operu provedl v Terezíně, nastudovali ji i v Turnově. Profesionální inscenaci připravilo až Městské divadlo v Plzni, jediné představení se konalo 20. ledna 1905 a podle Lidových novin mělo „čestný úspěch“.

## Osoby a první obsazení
| osoba                       | hlasový obor | premiéra (19. březen 1898) |
| --------------------------- | ------------ | -------------------------- |
| Židlický, statkář           | bas          | K. Bašek                   |
| Barbora, jeho žena          | alt          | Tomsová                    |
| Stáza, jejich dcera         | soprán       | A. Světová                 |
| Václav Novák, mladý statkář | tenor        | Smíchovský                 |
| Novotný, kovář              | bas          | J. Švagrovský              |
| Józa, potulný cikán         | baryton      | Ad. Stejskal               |
| Lid                         |              |                            |
| Dirigent: Otakar Bradáč     |              |                            |
| Režie: Karel Hybler         |              |                            |